# Mojodadi (Kedungpring)
Mojodadi is een bestuurslaag in het regentschap Lamongan van de provincie Oost-Java, Indonesië. Mojodadi telt 1640 inwoners (volkstelling 2010).